# Schifferkirche Ahrenshoop

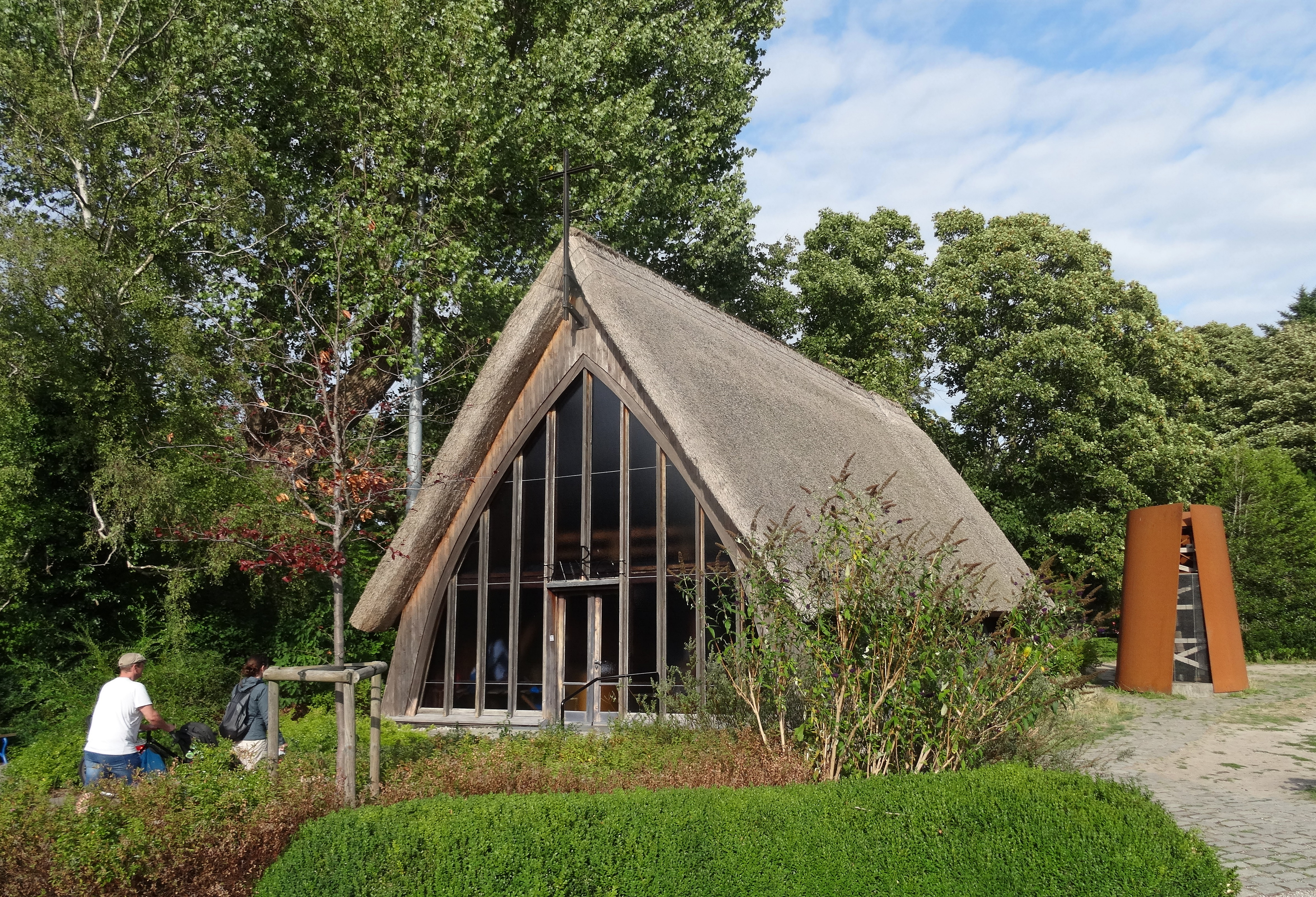
Vorderansicht (2018)

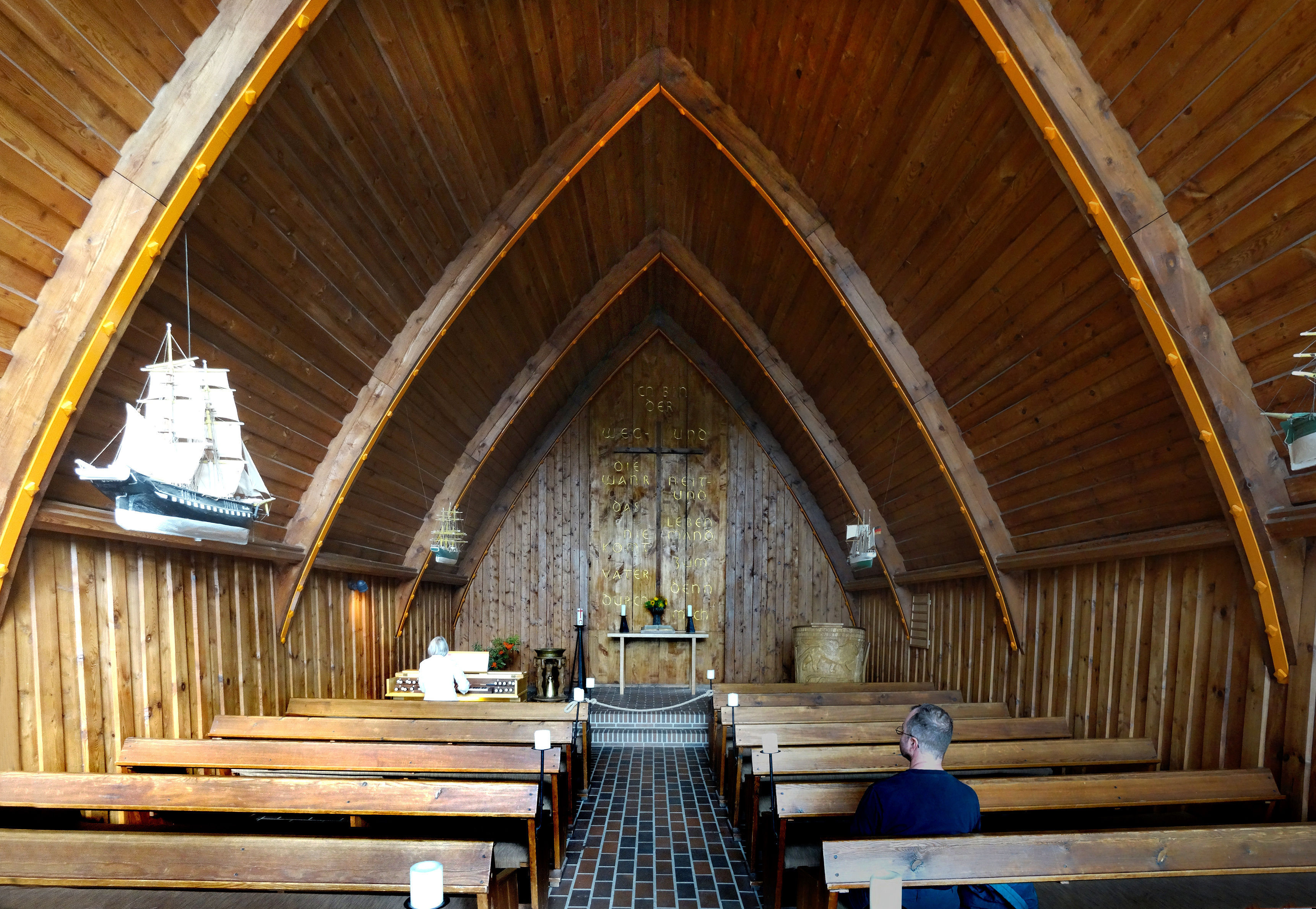
Blick zum Altar (2018)

Die Schifferkirche Ahrenshoop ist ein Kirchenbau, der von dem Architekten Hardt-Waltherr Hämer in der Gemeinde Ahrenshoop auf der Halbinsel Fischland-Darß-Zingst 1950/51 konzipiert und errichtet wurde.

## Geschichte
Bereits im September 1949 gab der damalige für Ahrenshoop zuständige Prerower Pastor Wilhelm Pless einen Vorentwurf für einen Kirchenbau in Planung. Der zufällig in Ahrenshoop weilende Architekturstudent Hämer wurde beim Pastor vorstellig, und nach Genehmigung durch Hämers Professor, der ebenfalls an einem Entwurf interessiert war, fertigte er den Entwurf. Die Kirchgemeinde hatte bereits ein Baugrundstück. Dieses musste auf Druck der Behörden getauscht werden, überhaupt war der Beginn des Baus von vielen Restriktionen der kirchenfeindlichen staatlichen Organe der DDR geprägt. Dies führte sogar zu Beschlagnahmungen von Baumaterialien an der innerdeutschen Grenze und Baustopps, weil plötzlich die gesamte Gemeinde als unter Denkmalschutz stehend erklärt wurde.
Der Bauplatz liegt unterhalb des im 19. Jahrhundert angelegten Friedhofs am östlichen Dorfrand, am Fuß des 15 Meter hohen Schifferbergs, der höchsten Erhebung in Ahrenshoop. Für den Bau mussten einige Pappeln gefällt werden.
Die Kirche wurde am 14. Oktober 1951 eingeweiht.
Als Folge des Geld- und Materialmangels während des Baus in den Nachkriegsjahren sowie der intensiven Nutzung und der fehlenden Instandsetzungskapazitäten während der DDR-Zeit zeigte die Kirche beim 50-jährigen Jubiläum im Jahr 2001 starke Schäden. Es wurde ein Förderverein gegründet, der die Sanierung in die Wege leiten sollte. Hardt-Waltherr Hämer, der Architekt von 1950, wurde mit einer umfassenden Erneuerung beauftragt. Zielsetzung war „das Bewahren und Wiederherstellen der historischen Substanz bei Ertüchtigung der Grundanforderungen an Sicherheit und betriebliche Funktion“. Die Baumaßnahmen begannen 2005. Die Kirche wurde im Zuge dieser Arbeiten um einen Gelenkbinder und ein weiteres Joch nach Osten erweitert. Auch eine Art Glockenstapel wurde im Zuge dieser Arbeiten neben der Kirche errichtet.

## Architektur

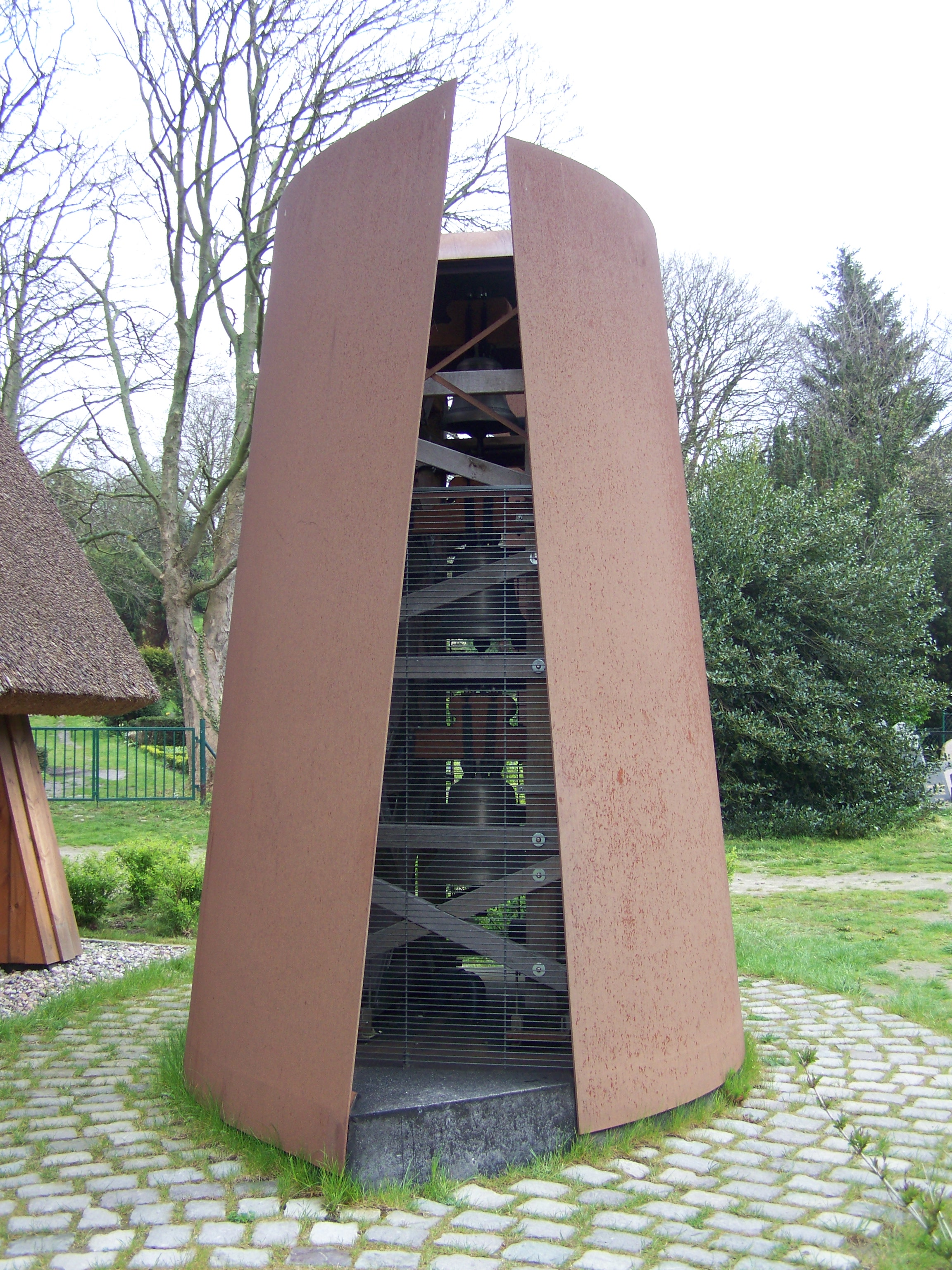
Glockenturm der Kirche

Die Kirche besteht aus zunächst sechs, nach der Erweiterung sieben Dreigelenkbindern aus Holz mit Stahllaschen. Spitzbögen vermitteln einen gotischen Eindruck. Die hölzernen Rippen sind im Innern, aber auch von außen sichtbar. Sie führen aus dem Reetdach in das Fundament aus Betonbrocken. Das Innere der Kirche ist mit Ziegelsteinen gepflastert, der Altarbereich ist gegenüber dem Kirchenraum leicht erhöht. Die Wände und Decken bestehen aus übereinander gestülpten Brettern. Der westliche Giebel ist vollständig verglast und verfügt über eine kleine Empore. Das östliche Joch ist durch die bestehende Altarwand vom Kirchenraum getrennt und bietet Platz für eine Sakristei und das Pfeifenwerk der neuen Orgel. Zwei hohe, schmale Fensterbahnen links und rechts sorgen für Licht am Altar. Die Kirche hat jetzt eine Außenlänge von 15 Metern und eine Breite von acht Metern, die Höhe bis zum Dachfirst beträgt acht Meter, bis zur Traufenunterkante knapp zwei Meter.
Südlich neben der Kirche steht auf einem mandelförmigen Steinsockel ein hölzerner Glockenstuhl mit drei Glocken der Glockengießerei Bachert, die in den Tönen fis², a² und d³ gestimmt sind. Der Glockenstuhl ist zwischen zwei hohe, zueinander gebogene leicht geneigte Platten aus Cortenstahl gestellt, die an zwei Seiten Schallöffnungen freilassen und an Arbeiten von Richard Serra erinnern. Der Entwurf stammt ebenfalls von Architekt Hämer.

## Ausstattung

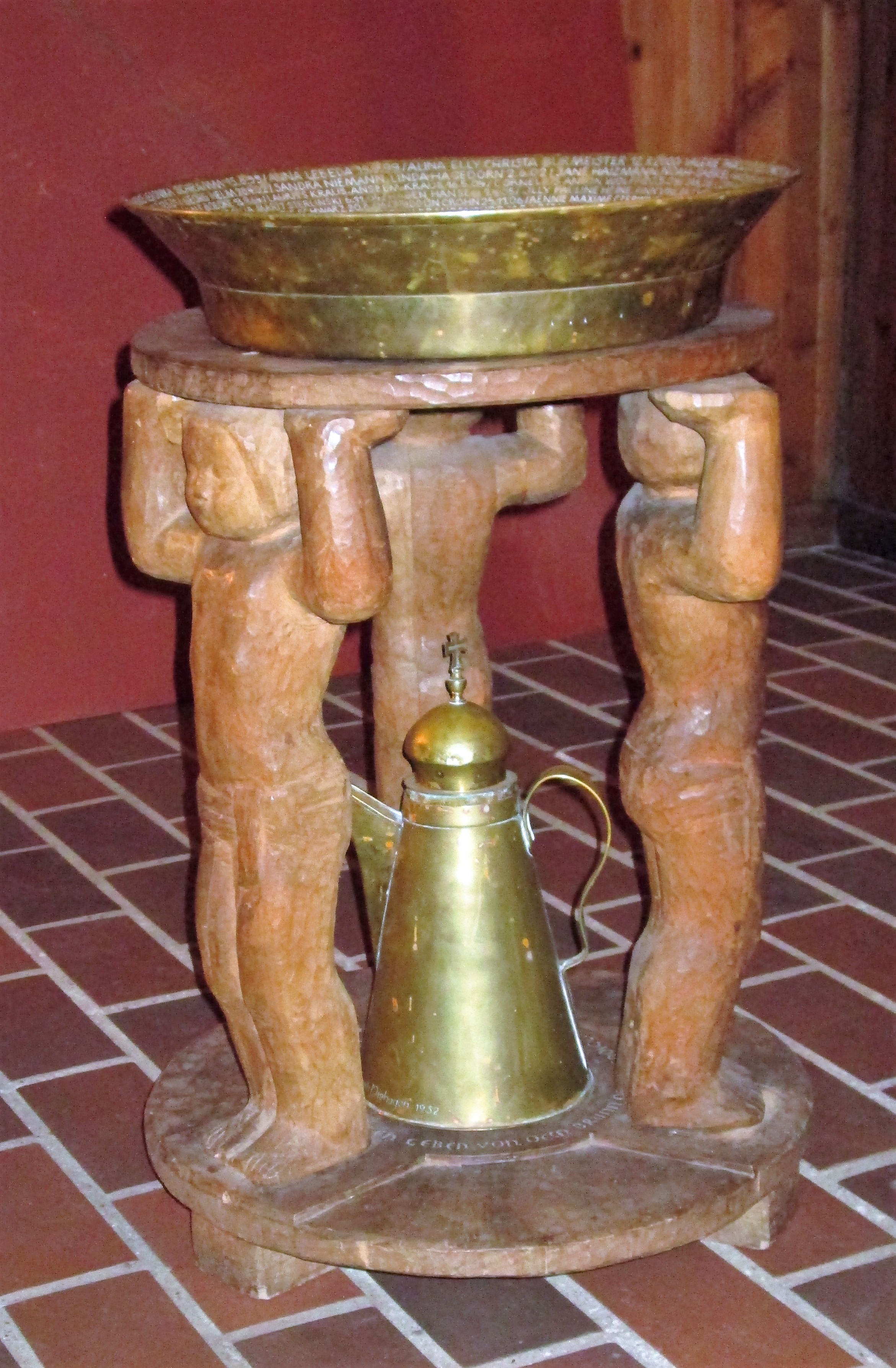
Die Taufschale mit Ständer der Bildhauerin Doris Oberländer-Seeberg

Die Westfassade trägt auf dem Dachfirst ein Kreuz, über der Eingangstür ist das Christusmonogramm ☧ mit den griechischen Buchstaben Alpha und Omega (Α und Ω) angebracht.
Die begrenzten Finanzmittel zwangen den Architekten zu äußerster Sparsamkeit und Improvisation: Die Marmorplatte des ursprünglichen Altars war die Schreibtischplatte seines Vaters in Prerow, die Taufschale war eine Schüssel, die seine Mutter aus Russland mitgebracht hatte. Der Dorfschmied stellte die Kerzenhalter an den Kirchenbänken sowie das Kreuz am First her und Hämer die Altarleuchter. Die Bildhauerin Doris Oberländer-Seeberg sorgte für die Inneneinrichtung der Kapelle und benutzte dafür eine am Bauplatz gefällte Pappel. Dazu gehören der Ständer für die Taufschale, die Kanzel mit Worten und den Symbolen der vier Evangelisten und die Stirnwand mit einem Kreuz und der ins Holz eingekerbten Inschrift „Ich bin der Weg und die Wahrheit und das Leben – niemand kommt zum Vater denn durch mich.“ (Joh 14,6 )
Vier Schiffsmodelle hängen von der Decke herab: sie symbolisieren Glaube, Liebe, Hoffnung und Frieden und wurden vom Ahrenshooper Kapitän Heinrich Voss in den 1950er-Jahren gebaut und gestiftet. Der Altar wurde im Zuge der Erweiterungsmaßnahme durch einen hölzernen Altar ersetzt.

## Orgel

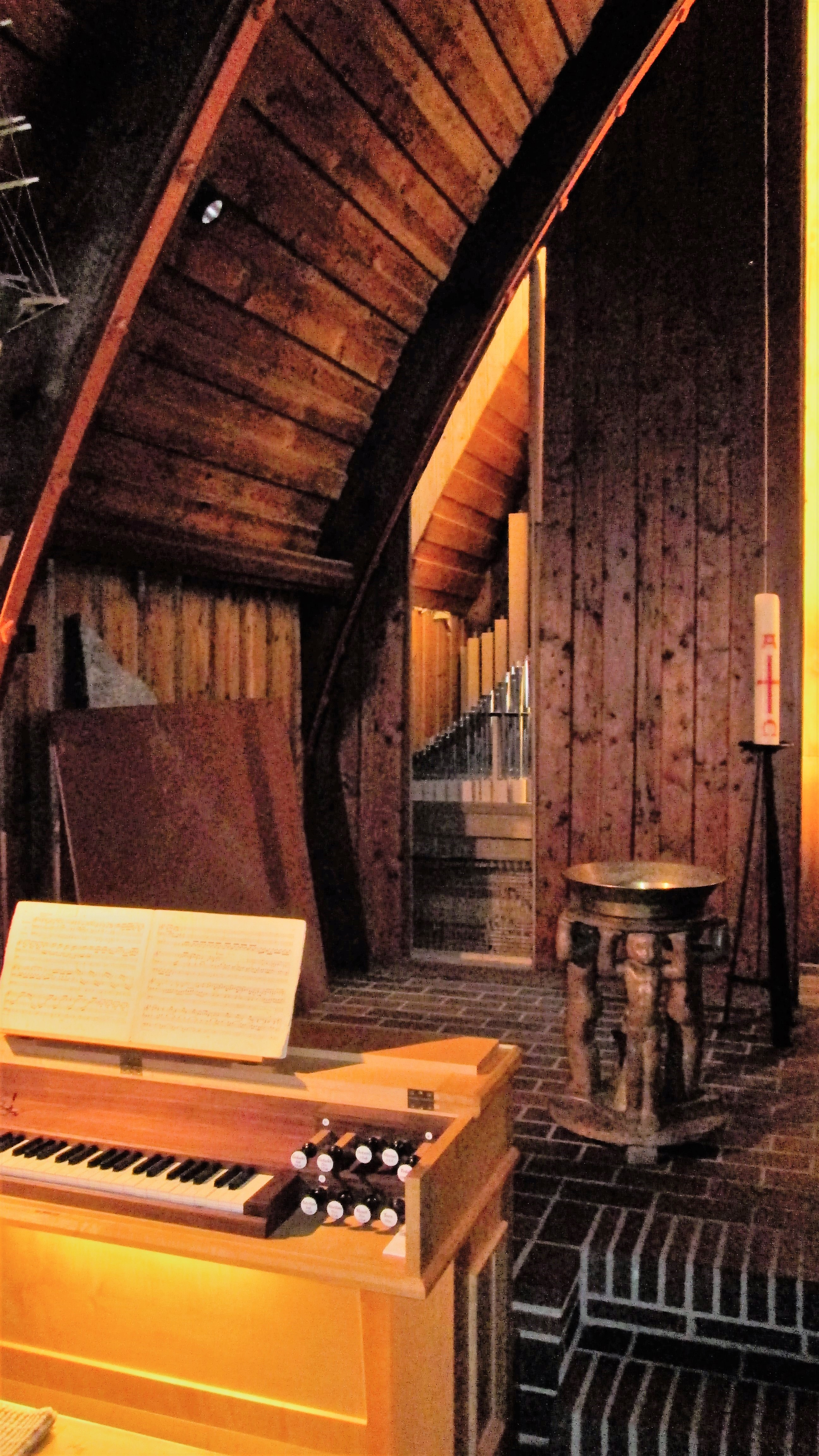
Orgel mit Spieltisch und geöffnetem Pfeifenwerk

Zunächst bekam die Kirche ein Orgel-Positiv mit fünf Registern und geteilter Schleiflade, gebaut von Alexander Schuke (Potsdam). Es war an der Westseite auf der Empore angebracht und wurde im Juni 2013 an die Dorfkirche in Mescherin (Uckermark) abgegeben.
Im Januar 2013 wurde in Ahrenshoop eine neue Orgel der Orgelwerkstatt Wegscheider eingeweiht. Das Instrument verfügt über zwölf Register auf zum Teil geteilten Windladen, die in mechanischer Traktur auf einem Manual und Pedal spielbar sind.
Das Pfeifenwerk ist hinter der hölzernen Altarwand links vom Altar angeordnet, so dass die Orgel keinen Prospekt hat. Der Spieltisch steht im Kirchenraum in Höhe des Pfeifenwerks vor dem Altarpodest, die Abstrakten verlaufen durch einen Schacht unter dem Podest.
| Manual C–f3            |                      |
| Bordun                 | 16′                  |
| Principal              | 8′                   |
| Gedackt                | 8′ (B / D)           |
| Gambe                  | 8′                   |
| Unda maris             | 8′ ab g° (Schwebung) |
| Octave                 | 4′                   |
| Rohrflöte              | 4′ (B / D)           |
| Nasat                  | 3′ ab c1             |
| Terz                   | 1 3⁄5′ ab c1         |
| Octave                 | 2′                   |
| Progressio harm. 2-3f. |                      |
| Oboe                   | 8′                   |

| Pedal C–d1 |                                      |
| Subbaß     | 16′ (Wechselschleife mit Bordun 16′) |
| Cello      | 8′ (Wechselschleife mit Gambe 8′)    |
| Fagott     | 8′ (Wechselschleife mit Oboe 8′)     |

- Koppel: I / P

## Gemeinde
Die evangelische Kirchengemeinde gehört seit 2012 zur Propstei Stralsund im Pommerschen Evangelischen Kirchenkreis der Evangelisch-Lutherischen Kirche in Norddeutschland. Vorher gehörte sie zum Kirchenkreis Stralsund der Pommerschen Evangelischen Kirche.

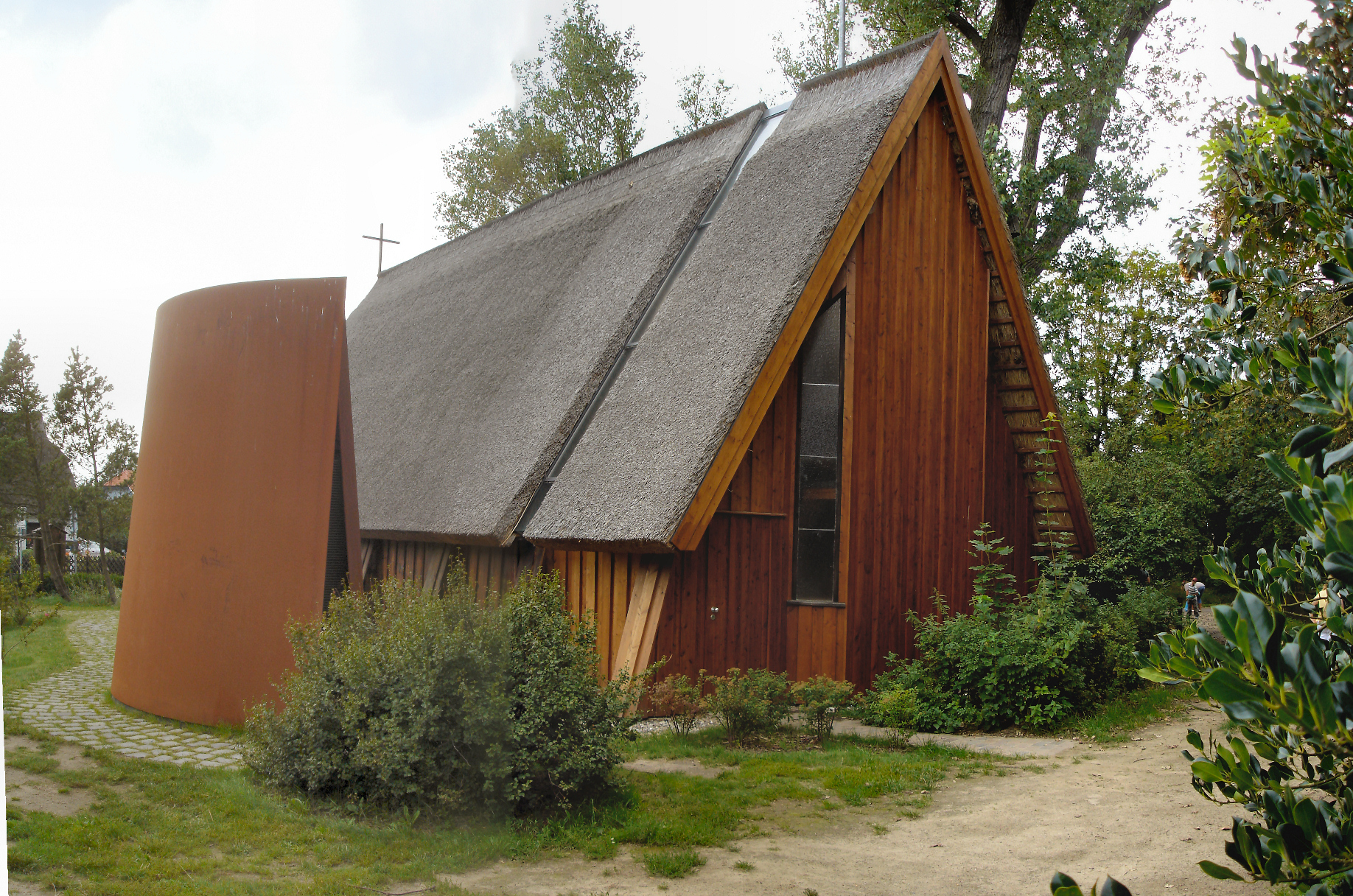
Seitenansicht mit modernem Glockenstapel
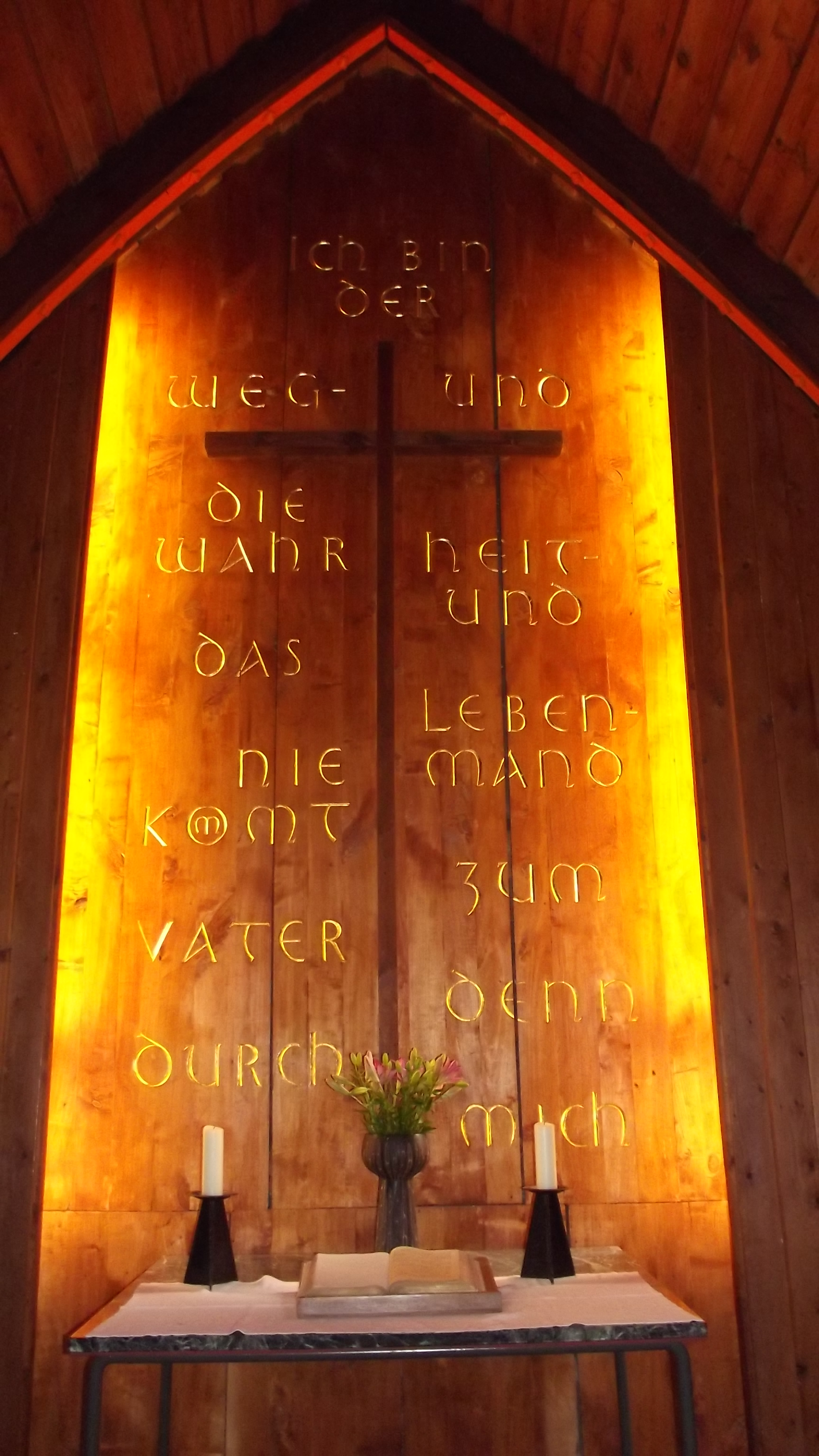
Die Altarrückwand
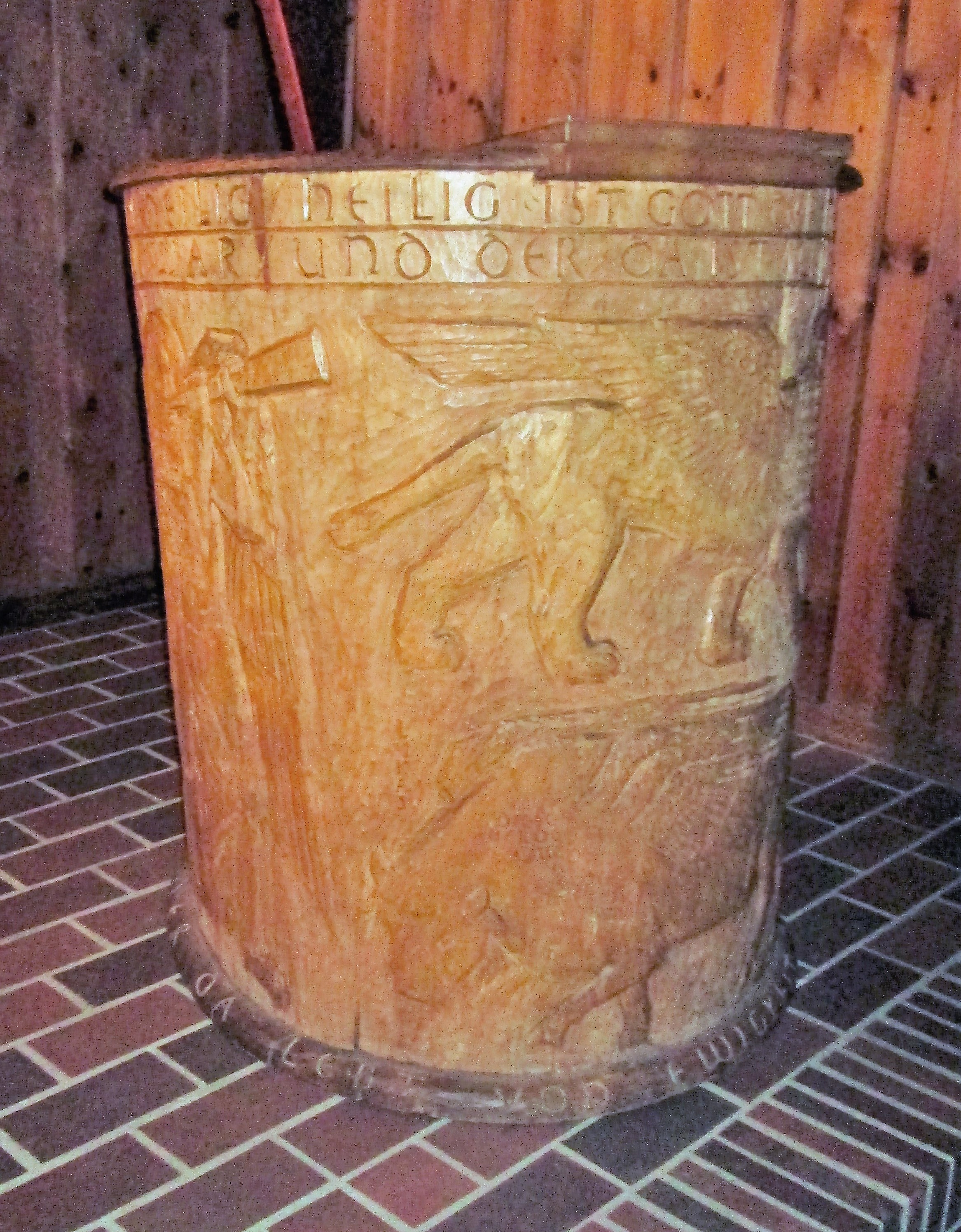
Die Kanzel
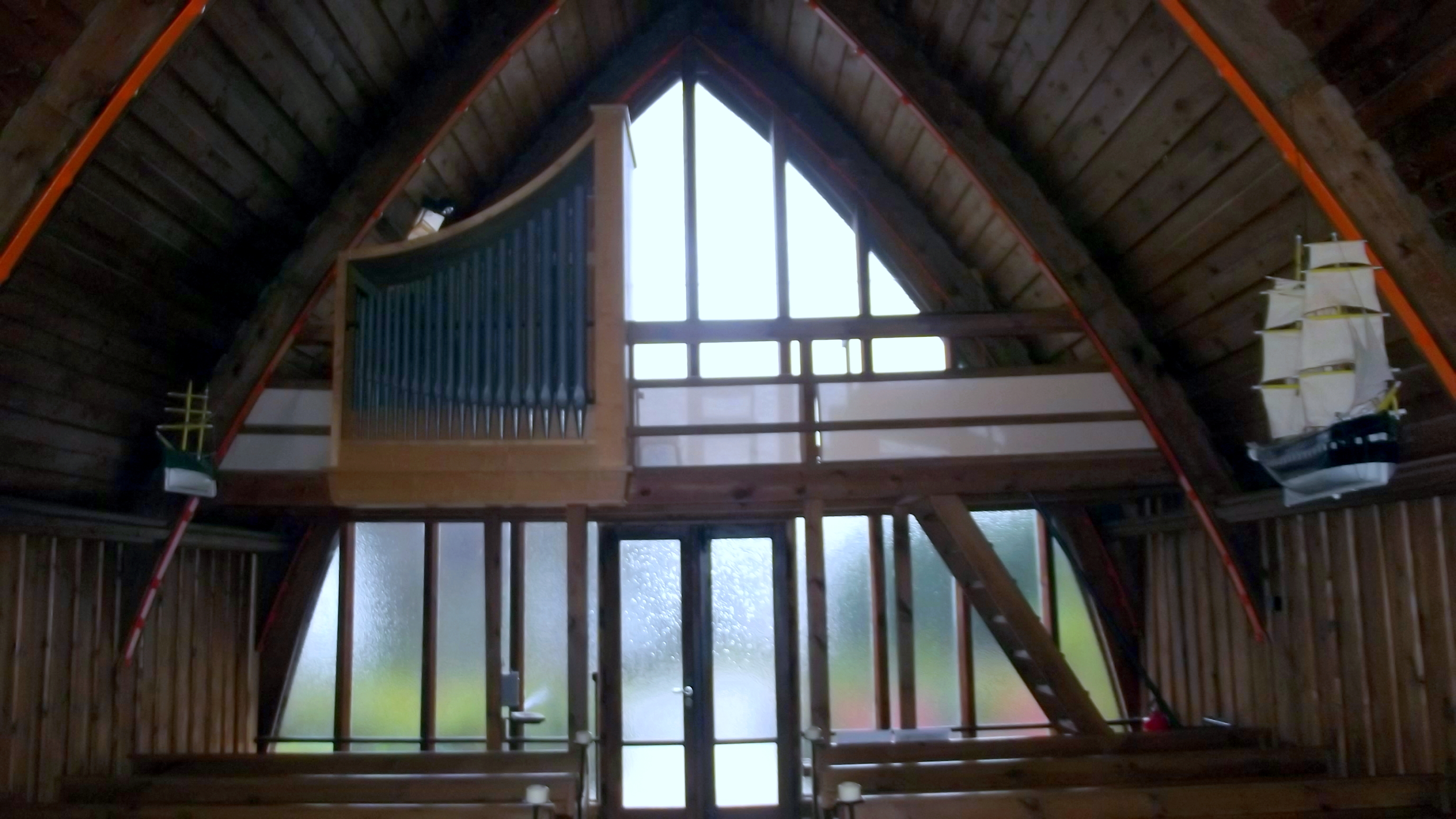
Blick zur ehemaligen Orgel